# Salvadora
Para otros usos, véase Todas las páginas que comienzan por «Salvadora».
Salvadora es un género con 18 especies de plantas perteneciente a la familia Salvadoraceae. Se encuentra en Oriente Medio y África.
Fue nombrado por Laurent Garcin en honor del botánico español Juan Salvador y Riera.

## Especies seleccionadas
- Salvadora angustifolia
- Salvadora australis
- Salvadora biflora
- Salvadora capitulata
- Salvadora crassinervia
- Salvadora cyclophylla
- Salvadora oleoides
- Salvadora persica